# Elytrimitatrix irregularis
Elytrimitatrix irregularis là một loài bọ cánh cứng trong họ Cerambycidae.